# ФСБ-II
„ФСБ II“ е вторият албум на българската рок група ФСБ. Издаден е през 1979 г. от звукозаписно студио Балкантон на дългосвиреща плоча. Преиздаден е на диск и касета.

## Списък на песните
1. „Пробуждане“ – 5:18
2. „Утро“ – 3:30
3. „Три“ – 4:55
4. „Унисони“ – 2:26
5. „Да свириш гамата“ – 2:32
6. „Злато“ – 3:04
7. „Песен“ – 4:46
8. „Вместо сбогом“ – 6:47

## Състав
Според обложката:
- Румен Бояджиев – Moog модел D синтезатор, EMS Synthi синтезатор, AKS секуенсър, 6 и 12-струнна китара, Мелотрон 400, ударни инструменти, соло вокал
- Константин Цеков – пиано, фендер пиано, орган Hammond, Мелотрон 400, Хонер клавинет, Роланд ел. клавесин, Фланджер пиано, ударни инструменти, соло вокал
- Александър Бахаров – ел. бас китара, бас педали, ударни инструменти, вокал

### Гост музиканти
- Ангел Везнев – сопрано саксофон,
- Емил Ханджиев – ударни инструменти,
- Петър Цанков – ударни инструменти,
- Красимир Каменов – ударни инструменти,
- Петър Славов – ударни инструменти,
- Лидия Ступел – вокал